# Euthyneura aperta
Euthyneura aperta är en tvåvingeart som beskrevs av Axel Leonard Melander 1902. Euthyneura aperta ingår i släktet Euthyneura och familjen puckeldansflugor.
Artens utbredningsområde är New Mexico. Inga underarter finns listade i Catalogue of Life.